# Christian Samuel Barth
Pour les articles homonymes, voir Barth (homonymie).
Christian Samuel Barth, né le 11 janvier 1735 à Glauchau et mort le 8 juillet 1809 à Copenhague, est un hautboïste et compositeur allemand de la période classique.

## Biographie
Christian Samuel Barth est né à Glauchau, son père est un marchand, George Samuel Barth. Il étudie à l'École Saint-Thomas de Leipzig où il reçoit l'enseignement de Johann Sebastian Bach,. En tant que hautboïste, Barth travaille à partir de 1753 dans l'orchestre de la cour à Rudolstadt, à partir de 1762 à Weimar, à partir de 1768 à Hanovre et à partir de 1769 à Kassel. Enfin, en 1786, il devient membre de la Hofkapelle à la cour royale de Copenhague, qui est alors brièvement sous la direction de Johann Gottlieb Naumann. En raison de son âge et de son infirmité, il est relevé de ses fonctions en 1798 et reçoit une pension annuelle de 500 Reichsthaler jusqu'à sa mort en 1809.
Les deux fils de Barth, Frederik Philip Carl August (1774-1804) et Christian Frederik (1787-1861), ont reçu l'enseignement de leur père et sont tous deux devenus des virtuoses du hautbois ainsi que des compositeurs. Le plus jeune fils est devenu célèbre en effectuant des tournées de concerts en tant que hautboïste soliste.

## Œuvres
Il semble que la plupart des compositions de Barth soient perdues. Il est connu pour avoir composé une Ouverture en mi majeur (opus 18), 4 sonates pour hautbois, une cantate (Gelobet seist du Jesu Christ) et au moins 4 concertos pour hautbois (perdus).

## Sources
- (de) Rudolf Elvers, « Barth, Christian Samuel », dans Neue Deutsche Biographie (NDB), vol. 1, Berlin, Duncker & Humblot, 1953, p. 601–602 (original numérisé).
- (de) Schilling, Gustav, Encyclopädie der gesammten musikalischen Wissenschaften, oder, Universal-Lexicon der Tonkunst, Stuttgart, Franz Heinrich Köhler, 1835 (lire en ligne), 451
- Nicolas Slonimsky, Alain Paris et Marie-Stella Paris, Dictionnaire biographique des musiciens, R. Laffont, 1995 (ISBN 2-221-06510-7, 978-2-221-06510-5 et 2-221-06787-8, OCLC 33096600, lire en ligne)